# Р̃
Cette page contient des caractères spéciaux ou non latins. S’ils s’affichent mal (▯, ?, etc.), consultez la page d’aide Unicode.
L’erre tilde suscrit (capitale Р̃, minuscule р̃) est une lettre de l’alphabet cyrillique qui a été utilisée dans l’écriture du lituanien au XIXe siècle. Elle est composée d’un erre avec un tilde.

## Utilisations
La lettre cyrillique erre tilde ‹ р̃ › a été utilisée dans l’écriture du lituanien lorsque l’accent tonique est indiqué, notamment dans l’orthographe utilisé dans la grammaire lituanienne Литовская грамматика publié en 1891, après la défaite de l’Insurrection de Janvier 1863 et l’interdiction de publier avec les lettres latines dans les documents officiels de 1864 à 1904.

## Représentation informatique
L’erre tilde peut être représenté avec les caractères Unicode suivants (cyrillique, diacritiques) :
| formes    | représentations | chaînes de caractères | points de code | descriptions                                       |
| --------- | --------------- | --------------------- | -------------- | -------------------------------------------------- |
| capitale  | Р̃               | Р◌̃                    | U+0420 U+0303  | lettre majuscule cyrillique erre diacritique tilde |
| minuscule | р̃               | р◌̃                    | U+0440 U+0303  | lettre minuscule cyrillique erre diacritique tilde |